# 효소 억제인자
효소 억제인자(酵素 抑制因子, 영어: enzyme repressor)는 효소의 생합성 속도를 감소시킴으로써 효소의 양을 음성적으로 조절하는 물질이다. 효소 억제인자는 효소 유도제의 반대 개념이다.

## 같이 보기
- 효소 활성화제
- 효소 저해제
- 유전자 발현의 조절